# Финал Лиги наций УЕФА 2023
Финал Лиги наций 2023 — финальный футбольный матч финальной стадии Лиги наций УЕФА 2022/2023. Это третий финальный матч Лиги наций УЕФА. Матч состоялся 18 июня 2023 года на стадионе «Фейеноорд» в Роттердаме. Финальная встреча прошла между сборной Хорватии и сборной Испании.

## Путь к финалу
Примечание: Первым указано количество голов, забитых участником финала.
| Поз | Команда  | И | О  |
| --- | -------- | - | -- |
| 1   | Хорватия | 6 | 13 |
| 2   | Дания    | 6 | 12 |
| 3   | Франция  | 6 | 5  |
| 4   | Австрия  | 6 | 4  |

| Поз | Команда    | И | О  |
| --- | ---------- | - | -- |
| 1   | Испания    | 6 | 11 |
| 2   | Португалия | 6 | 10 |
| 3   | Швейцария  | 6 | 9  |
| 4   | Чехия      | 6 | 4  |

## Отчёт о матче
| Хорватия                                                  | 0:0 (доп. вр.) | Испания                                                  |
| --------------------------------------------------------- | -------------- | -------------------------------------------------------- |
|                                                           | (отчёт)        |                                                          |
| Пенальти                                                  |                |                                                          |
| - Влашич - Брозович - Модрич - Майер - Перишич - Петкович | 4:5            | - Хоселу - Родри - Мерино - Асенсио - Ляпорт - Карвахаль |

| Хорватия | Испания |

Регламент матча:
- 90 минут основного времени.
- Два дополнительных тайма по 15 минут в случае ничьей в основное время.
- Послематчевые пенальти в случае необходимости.
- Двенадцать запасных с каждой стороны.
- Максимальное количество замен — по пять с каждой стороны, шестая возможна в дополнительное время.